# Róża alpejska
Róża alpejska (Rosa pendulina L.) – gatunek krzewu należący do rodziny różowatych. Występuje pospolicie na wielu obszarach Europy, głównie w Alpach, na wysokościach do 2600 m n.p.m. W Polsce rośnie w Bieszczadach, w Sudetach i w Tatrach. Poza tym ma pojedyncze stanowiska na niżu.
W XIX wieku nazwą „róża alpejska” zwano także różanecznika alpejskiego.

## Morfologia

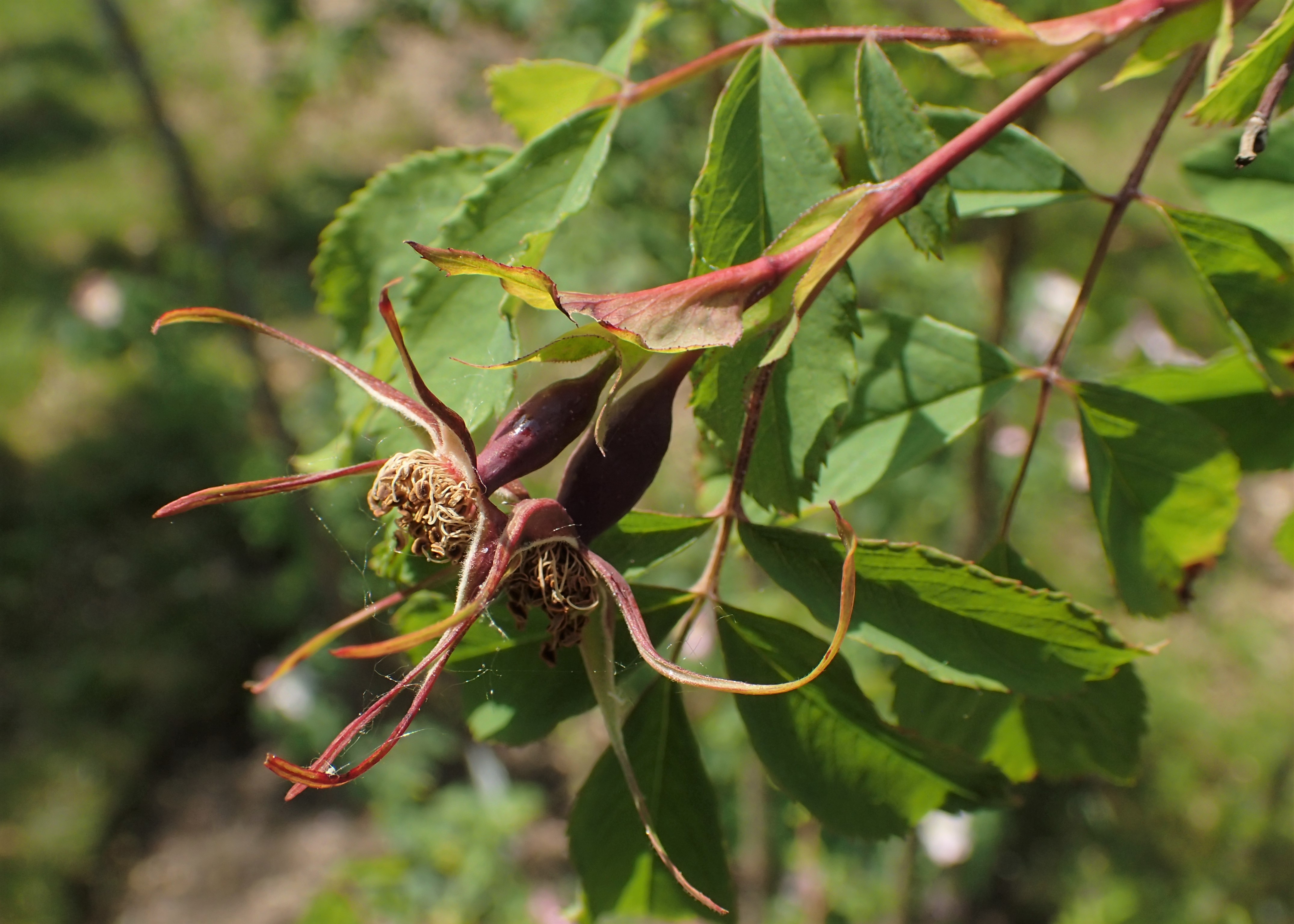
Działki i dojrzewające owoce

PokrójKrzew o wzniesionych pędach, wysokości do 2 m.
ŁodygaPrawie pozbawiona kolców, igiełkowate kolce występują tylko na tegorocznych pędach płonnych i łatwo odpadają. Pędy zabarwione często na kolor czerwony.
LiścieNieparzystopierzaste. Cienkie, nagie lub owłosione, czasami gruczołowate, 7–11 listkowe. Listki podwójnie piłkowane, jajowate lub podługowate. Są nagie lub owłosione, czasami także ogruczolone. Na spodniej stronie są jaśniejsze.
KwiatyKwiaty pięciopłatkowe, różowe lub czerwone, pojedyncze, wyrastające na długich szypułkach. Szypułki te są nagie, lub pokryte trzoneczkowatymi gruczołkami. Łopatkowatego kształtu działki kielicha całobrzegie i wzniesione, po przekwitnięciu nie opadają. Słupek z wolnymi szyjkami, kilka razy krótszymi od zewnętrznych pręcików, znamiona słupka wełniste. Miodniki zrośnięte we wzniesiony pierścień. Dno kwiatowe wydłużone, ku górze zwężające się szyjkowato, po dojrzeniu czerwone.
OwoceCzerwone tzw. owoce pozorne. Wewnątrz zawierają orzeszki z nasionami.

## Biologia i ekologia
Krzew, nanofanerofit. Siedlisko: rośnie w kosówce, nad potokami, w świetlistych lasach. Roślina górska. W Tatrach sięga od dolnego regla do piętra kosówki (1800 m n.p.m.), przy czym główny obszar jej występowania stanowi piętro kosówki. W klasyfikacji zbiorowisk roślinnych gatunek charakterystyczny dla klasy (Cl.) Betulo-Adenostyletea. Kwitnie od maja do czerwca. Liczba chromosomów 2n = 28.

## Zmienność
Tworzy mieszańce z: różą czerwonawą, r. gęstokolczastą, r. girlandowa, r. jabłkowatą, r. kutnerowatą, różą siną, r. siną, r.rdzawą.